# Етнографізм (мовознавство)
Етнографі́зм (від дав.-гр. ἔθνος — «народ» та γράφω — «пишу») — різновид лексичного діалектизму, назва предмета або поняття, вивченням яких займається етнографія. Етнографізми характерні для описань побуту, господарювання представників певної етнічної групи чи культурно-етнографічного регіону.

## Приклади етнографізмів, пов'язаних з українською культурою
- Назви страв традиційної кухні: банош, борщ, вареники, вергуни, верещака, галушки, годзя, гойданка, голубці, гречаники, гурка, ґляґи, деруни, душенина, завиванець, затірка, зубці, капусняк, картопляники, квасок, кваша, кендюх, книш та книшики, кров'янка, крупник, крученики, куліш, лемішка, малай, мандрики, налисники, огірочник, пампушка, папушники, плетеники, полядвиця, потапці, присканці, путря, пухкеники, ряжанка, сирники, січеники, сметанники, соложеник, соломаха, стовпці, стуленики, тетеря, холодець, холодник, хляки, черешнянка, чир, шпундра, щерба.
- Назви обрядових страв: калита, коровай, крашанка, кутя, коливо, лежень, паска, узвар, шишки, шулики.
- Назви напоїв: варенуха, запіканка, медовуха, сита, спотикач.
- Назви традиційних будов та їхніх елементів: ґражда, колиба.
- Назви предметів традиційного хатнього начиння, відсутніх у сучасному побуті:
- Назви елементів традиційного костюму: жупан, черевики, ґуґля, кептар, запаска, очіпок.
- Назви традиційних обрядів та їхніх складових:
- Назви традиційної зброї, ознаків влади та їхні складови:

Етнографізми інших мов в українській мові є, як правило, екзотизмами.

## Запозичення екзотизмів
При перекладі на інші мови, етнографізми перекладати не прийнято, тому їх залишають без перекладу, стараючись якомога точніше передати звучання слова. Етнографізми, запозичені в інші мови, стають у них, як правило, екзотизмами й мають там обмежене уживання. Винятками є випадки, коли предмет або явище традиційної культури стало частиною всесвітньої культури. Наприклад, «шоколад» походить від назви традиційного ацтекського напою «шоколатль», українське слово «чай», англійське «tea», німецьке «Tee», французьке «thé» походять від назви китайського національного напою («ча», «те»). Назви страв національної італійської кухні «спагеті», «вермішель», «макарони», «піца» теж не є екзотизмами, оскільки ці страви часто присутні на столі в різних країнах, а не тільки в Італії. Слово «борщ» у країнах колишнього СРСР не вважається українським екзотизмом внаслідок надзвичайної популярності цієї страви.
Багато національних танців стали всесвітньо відомими, тому слова «танго», «хабанера», «мазурка» не вважаються екзотизмами, хоча вони теж за походженням — етнографізми.